# 26639 Murgaš
26639 Murgaš è un asteroide della fascia principale. Scoperto nel 2000, presenta un'orbita caratterizzata da un semiasse maggiore pari a 2,3603052 UA e da un'eccentricità di 0,1617299, inclinata di 4,58585° rispetto all'eclittica.
È dedicato all'inventore slovacco Jozef Murgaš.